# Glacera Dachstein
La glacera Dachstein és una glacera localitzada sobre la ciutat de Ramsau am Dachstein a Àustria. Hi ha neu dalt de tot de la glacera tot l'any. Tanmateix la neu és tova a l'estiu. Aquesta glacera és localitzada al sud de Salzburg. El tren té una estació a Schladming i des d'allà hi ha un autobús al poble sota les muntanyes Dachstein.

## Esquí
Dachstein és una popular àrea d'esquí que queda coberta de neu gairebé tot l'any. Els descensos són entre 2.700 m i 2.264 m, té tres Telesquís i dos telecadires, així com un telefèric per pujar fins a la glacera.

## Cases privades
Hi ha cases privades que ofereixen un lloc per passar la nit a la base del Dachstein. Tenen cartells que poseen "Zimmer Frei". Donen pastes i cafè o te per esmorzar.

## Esquí de travessa
A la glacera es pot fer esquí de travessa. La ruta que creua la muntanya fins Obertraun és l'anomenada Austria's National Ski Tour.

## Atraccions
L'estació de muntanya del telecabina té una plataforma d'observació i una atracció de la glacera anomenada Icepalace.